# George C. Chesbro
Ne doit pas être confondu avec l'acteur George Chesebro
George C. Chesbro, né le 4 juin 1940 à Washington D.C. et mort le 18 novembre 2008 à Albany, dans l'État de New York,, est un écrivain américain, auteur de nombreux romans policiers. Il est surtout connu pour être le créateur de la série ayant pour héros le détective privé Mongo le Magnifique, né presque comme un défi. Il a signé plus  vingt-six romans et plusieurs nouvelles dont deux recueils.

## Biographie
En 1962, Chesbro sort diplômé en Sciences de l'Éducation de l'université de Syracuse. Durant dix-sept ans, il enseigne à des enfants handicapés ou caractériels. C'est à cette époque qu'il commence à écrire, des nouvelles et des poèmes principalement. 
En 1977, paraît L’Ombre d’un homme brisé (Shadow of a Broken Man), roman qui amorce une longue série policière ayant pour héros le personnage emblématique du docteur Robert Fredrickson, un nain ex-acrobate de cirque devenu criminologue et surnommé Mongo le Magnifique. En 1978, Mongo apparaît dans une deuxième aventure, La Cité où les pierres murmurent (City of Whispering Stone). Mais c'est très certainement son troisième opus, Une affaire de sorciers (An Affair of Sorcerers), édité en 1979 aux États-Unis, qui le fait entrer de plain-pied dans le cercle de la littérature policière américaine et respecter en tant que tel par ses pairs. Dès lors, son influence ne cesse de s'étendre. 
En France, les enquêtes du docteur Frederickson paraissent à partir de 1990 aux éditions Rivages. En 1993, la collection Rivages/Noir de cet éditeur reprend l’ordre de parution original. 
En 1986, Chesbro inaugure une seconde série consacrée à Veil Kendry. Le premier titre est publié en France en 2000. Le second de la série, Jungle of Steel and Stone, paraît en 1988, mais n'a pas encore fait l'objet d'une traduction. 
En 1986, Chesbro signe une novélisation du film The Golden Child, mettant en vedette Eddie Murphy. La même année, sous le pseudonyme de David Cross, il écrit le premier volume d’une trilogie intitulée Chant Novels, composée de Chant (1986), Chant : Silent Killer (1986) et Chant : Code of Blood (1987), non traduite à ce jour. Il rédige une seconde novélisation en 1995, Crying Freeman, d'après le film homonyme de Christophe Gans.
Seuls dix-sept ouvrages de l’auteur sont traduits en français. Outre tous les romans de la série Mongo et le premier de la série Veil Kendry, on retrouve un roman indépendant, Bone, qui est, selon Claude Mesplède, une « grande réussite » [de l'auteur] avec, en toile de fond, des milliers de sans-abri qui hantent les rues de New York, ainsi qu'un recueil de nouvelles, Lone Wolves (Loups solitaires). 
Il a également écrit plusieurs nouvelles parues dans Ellery Queen's Mystery Magazine, Alfred Hitchcock's Mystery Magazine ou Mike Shayne Mystery Magazine aux États-Unis, dont plusieurs ont été traduites en France surtout dans le Alfred Hitchcock magazine et dans divers recueils collectifs. 
Chesbro a été président du Board of Mystery Writers of America.

## Thèmes favoris
Bien que classé en tant qu'auteur de romans policiers, Chesbro a su cultiver une ambiance empreinte de mystère et de fantastique. L'ambiguïté et le caractère surnaturel de son œuvre, entretenus au travers des enquêtes et rendus fictivement grâce à son personnage nain, ex-vedette de cirque et spécialiste des arts martiaux, atteignent la première fois leur paroxysme dans An affair of Sorcerers. Médiums, prophètes et autres sorciers se côtoient dans cette intrigue quasi mystique. Dans Les Bêtes du Walhalla, Chesbro va même plus loin, lorsqu'il fait une intrusion sous forme d'hommage à l'Heroic Fantasy et plus particulièrement à Tolkien disparu une quinzaine d'années plus tôt.
L'ensemble de son œuvre est également traversé par ses convictions sociales : son personnage vedette, Mongo, est un nain, ayant souffert du regard porté sur lui dans son enfance ; dans Bone, l'action se déroule dans le milieu des sans-abris et des services sociaux. George Chesbro déclare, à leur sujet, que « Mongo comme Bone, un autre héros qui exista le temps d'un livre homonyme, partagent cette inaptitude au monde, ce handicap  nain pour Mongo, amnésique pour Bone ». Plusieurs personnages secondaires sont également des marginaux, des exclus, des sans-abris (Mama Crachat, dans Hémorragie dans l'œil du cyclone mental, par exemple).

## Œuvre

### Romans

#### SérieMongo le Magnifique
1. Shadow of a Broken Man (1977) Publié en français sous le titre L’Ombre d’un homme brisé, Paris, coll. « Rivages/Noir » no 147, 1993.
2. City of Whispering Stone (1978) Publié en français sous le titre La Cité où les pierres murmurent, Paris, coll. « Rivages/Noir » no 184, 1994.
3. An Affair of Sorcerers (1979) Publié en français sous le titre Une affaire de sorciers, Paris, coll. « Rivages/Noir » no 95, 1990.
4. The Beasts of Valhalla (1985) Publié en français sous le titre Les Bêtes du Walhalla, Paris, coll. « Rivages/Noir » no 252, 1996.
5. Two Songs This Archangel Sings (1986) Publié en français sous le titre Les Cantiques de l’archange, Paris, coll. « Rivages/Noir » no 251, 1996.
6. The Cold Smell of Sacred Stone (1988) Publié en français sous le titre L’Odeur froide de la pierre sacrée, Paris, coll. « Rivages/Noir » no 291, 1998.
7. Second Horseman Out of Eden (1989) Publié en français sous le titre Le Second Cavalier de l’apocalyspe, Paris, coll. « Rivages/Noir » no 336, 1999.
8. The Language of Cannibals (1990) Publié en français sous le titre Le Langage des cannibales, Paris, coll. « Rivages/Noir » no 368, 2000.
9. The Fear in Yesterday's Rings (1991) Publié en français sous le titre Le Chapiteau de la peur aux dents longues, Paris, coll. « Rivages/Noir » no 411, 2001.
10. Dark Chant in a Crimson Key (1992) Publié en français sous le titre Chant funèbre en rouge majeur, Paris, coll. « Rivages/Noir » no 439, 2002.
11. An Incident at Bloodtide (1993) Publié en français sous le titre Pêche macabre en mer de sang, Paris, coll. « Rivages/Noir » no 480, 2003.
12. Bleeding in the Eye of a Brainstorm (1995) Publié en français sous le titre Hémorragie dans l’œil du cyclone, Paris, coll. « Rivages/Noir » no 514, 2004.
13. Dream of a Falling Eagle (2002) Publié en français sous le titre Le Rêve d’un aigle foudroyé, Paris, coll. « Rivages/Noir » no 565, 2005.
14. Lord of The Ice and Loneliness (2003) Publié en français sous le titre Le Seigneur des glaces et de la solitude, Paris, coll. « Rivages/Noir » no 604, 2006.

#### SérieVeil Kendry
- Veil (1986) Publié en français sous le titre Veil, Paris, coll. « Rivages/Noir » no 369, 2000.
- Jungle of Steel and Stone (1988)

#### Autres romans
- King's Gambit (1976)
- Turn Loose the Dragons (1982)
- Bone (1989) Publié en français sous le titre Bone, Paris, coll. « Rivages/Noir » no 164, 1993.
- The Keeper (2001)
- Prism: A Memoir as Fiction (2001)

### Novélisations
- Golden Child (1986) Publié en français sous le titre Golden Child : L’Enfant sacré du Tibet, Paris, Presses de la Cité, 1998.
- Crying Freeman (1999) Publié en français sous le titre Crying Freeman, Paris, coll. « Rivages/Noir » no 403, 2001.

### Recueils de nouvelles

#### SérieMongo le Magnifique
- In the House of Secret Enemies (1990)

#### Autres recueils de nouvelles
- Lone Wolves (2003) Publié en français sous le titre Loups solitaires, Paris, coll. « Rivages/Noir » no 538, 2004.
- Strange Prey and the Other Tales of the Hunt (2004)

### Nouvelles

#### SérieMongo le Magnifique
- The Drop (1971)
- High Wire (1972) Publié en français sous le titre Corde raide, Paris, Opta, Alfred Hitchcock magazine no 142, mars 1973
- Rage (1973)
- Country for Sale (1973)
- Dark Hole on a Silent Planet (1973) Publié en français sous le titre Lavage de cerveau, Paris, Opta, Alfred Hitchcock magazine no 154, mars 1974
- The Healer (1974) Publié en français sous le titre Le Guérisseur, Paris, Tréga, Magazine du mystère no 10, 1977
- Falling Star (1974) Publié en français sous le titre La Chute d'une étoile, Paris, Opta, Alfred Hitchcock magazine no 165, février 1975
- Book of Shadows (1975)
- Tiger in the Snow (1976)
- Candala (1988) Publié en français sous le titre Candala dans le recueil La Naissance de Mongo, Paris, coll. « Rivages/Noir », édition hors commerce, 1998.
- The Birth of a Series Character (1989) Publié en français sous le titre La Naissance de Mongo, Paris, coll. « Rivages/Noir », édition hors commerce, 1998.

#### SérieGarth Frederickson
- First Strike (1991)
- The White Bear (1992)
- Lone Wolf (1993)
- Haunts (1993)
- Forced Moves (1993)
- The Problem with the Pigs (1997)
- Home Inversion (2009)

#### SérieVeil Kendry
- The Lazarus Gate (1996)
- Unmarked Graves (1997)

#### Autres nouvelles
- Strange Prey (1970)
- Tourist Trap (1970) Publié en français sous le titre Piège à touristes, Paris, Opta, Alfred Hitchcock magazine no 120, mai 1971
- Firefight of the Mind (1970)
- The Seventh Man (1970), nouvelle de science-fiction
- The Paper War (1971) Publié en français sous le titre Guerre de papier, Paris, Opta, Alfred Hitchcock magazine no 127, décembre 1971
- The Sun Pond (1971), nouvelle de science-fiction
- The Shadow in the Mirror (1971) Publié en français sous le titre L'Ombre dans le miroir, Paris, Opta, Anthologie du suspense no 9, 1971
- Short Circuit (1971) Publié en français sous le titre Court-circuit, Paris, Opta, Alfred Hitchcock magazine no 133, juin 1972
- Grand Design (1971), nouvelle de science-fiction
- The Club of Venice (1974)
- Night Flight (1974) Publié en français sous le titre Ni le jour, ni l'heure, Paris, Opta, Anthologie du suspense no 10, 1975 ; réédition, Paris, Tréga, Magazine du mystère no 5, mai 1977 ; réédition dans le recueil Histoires à risques et périls, Paris, LGF, coll. « Le Livre de poche » no 6926, 1985
- Four Knights Game (1974) Publié en français sous le titre La Partie des quatre cavaliers, dans le recueil Échec et Mat, Paris, Losfeld, 2004
- Wotzel (1974)
- King's Indian Defense (1974)
- Dreams (1975)
- The Dragon Variation (1975)
- House of Rain (1976)
- The Finest of Families (1977)
- Poems to Play int he Piccolo (1982), nouvelle de science-fiction
- Priests (1991)
- Tomb (1993)
- Imagine This (1993) Publié en français sous le titre Imaginez un peu, dans le recueil Le Nouveau Noir, tome 2, Paris, Gallimard, coll. « La Noire », 1997
- Waco (1995) Publié en français sous le titre Waco, dans le recueil Noir comme l'amour, Paris, LGF, coll. « Le Livre de poche » no 17149, 2000

### Ouvrages de littérature d'enfance et de jeunesse

#### Nouvelles
- Snake in the Tower (1969) Publié en français sous le titre Le Serpent dans la tour, Paris, Opta, Alfred Hitchcock magazine no 105, février 1970 ; réédition, Paris, Syros Jeunesse, coll. « Le Rat noir » no 16, 2004.
- Broken Pattern (1972) Publié en français sous le titre Schéma brisé, Paris, Opta, Alfred Hitchcock magazine no 135, août 1972 ; réédition, Paris, Syros Jeunesse, coll. « Le Rat noir » no 16, 2004.

### SérieChant
- Chant (1986)
- Chant: Silent Killer (1987)
- Chant: Code of Blood (1987)

## Sources
: document utilisé comme source pour la rédaction de cet article.
- Claude Mesplède (dir.), Dictionnaire des littératures policières, vol. 1 : A - I, Nantes, Joseph K, coll. « Temps noir », 2007, 1054 p. (ISBN 978-2-910-68644-4, OCLC 315873251), p. 416-417